# Brigada paracaidistas Folgore
La Brigada paracaidistas "Folgore" (en italiano Brigata Paracadutisti Folgore) es la única gran unidad aerotransportada del Ejército Italiano, puesta a las adicciones del Mando Fuerzas Operativas Norte.

Insignia de la Brigada

Establecida el 1 de enero de 1963 en Pisa, debido a la transformación del Centro de Paracaidismo Militar preexistente, la Brigada tiene su sede en Livorno y se encuentra con la mayoría de sus departamentos en Toscana (Siena, Pisa, Grosseto, Pistoia) con el 8.º Regimiento de paracaidistas en Legnago y con el 185.º Regimiento de Artillería Paracaidista en Bracciano.
Su principal misión es el transporte de tropas o personal especializado a un lugar específico y labores de sabotaje y eliminación de objetivos concretos que puedan perturbar el avance del ejército. También se incluyen en sus misiones, el rescate, la protección y el traslado de personas, tanto militares como civiles que sean importantes objetivos.
En la misión ISAF en Afganistán de 2009 a 2011, ha alcanzado el punto operativo más alto desde la Segunda Guerra Mundial. Empleada en la expansión de la zona de seguridad en la provincia sureña de Farah, empleó a más de 2000 soldados con numerosos tiroteos, muertos y heridos, lo que molestó a la opinión pública y política italiana que solicitó su retirada.

## Historia

### Los orígenes
El primer lanzamiento de un paracaidista militar en la historia data el final de la Primera Guerra Mundial, cuando la noche del 9 de agosto de 1918 el teniente Alessandro Tandura del VIII Ejército italiano fue lanzado detrás de las líneas austrohúngaras cerca de Vittorio Veneto, recogiendo información y realizando acciones de sabotaje durante tres meses; los italianos lanzaron más paracaidistas posteriormente, entre ellos a los tenientes Ferrucio Nicoloso, Arrigo Barnaba, de Carlo y el cabo de Carli.
En noviembre de 1927 Italia realizó más lanzamientos de paracaidistas. 
La historia de las unidades de infantería paracaidista en Italia tiene origen en el 1938, con la constitución del Batallón de paracaidistas Fanti dell'Aria en Libia.

### La Segunda Guerra Mundial
En el 1939 en Tarquinia nace la primera escuela de paracaidismo en Italia.
Aunque combatieron en la Segunda Guerra Mundial, y en abril de 1941 se produjo el primer lanzamiento de guerra de paracaidistas a Kefalonia. El 1 de septiembre de 1941 se formó la 1.ª División de Paracaidistas, que más tarde se convirtió en 185.ª División paracaidistas Folgore.
Los paracaidistas militares italianos se organizan de la siguiente manera:
- 185.ª División paracaidistas Folgore (1941-1943)
- 184.ª División paracaidistas Nembo (1942-1944)
- 183.ª División paracaidistas Ciclone (1943)

La 185.ª División paracaidistas Folgore, en la Segunda Batalla de El Alamein el 3 de noviembre de 1942 obtuvo el honor de las armas del ejército británico.
Al final del conflicto, la sola unidad todavía operante fue el Reggimento paracaidistas Nembo, ya encuadrado en el 1944 en el Grupo de Combate Folgore que, después de la excedencia de los militares patentados, aunque en gran parte comprometidos en los años de guerra como unidad de infantería convencional, no disponía de capacidades de asalto aerotransportado más efectivas. También las posibilidades de patentarse no eran asequibles ya que las condiciones de paz impedían a las fuerzas armadas italianas disponer de unidades de paracaidistas (el Regimiento vino de hecho convertido de allí a poco en una unidad de infantería convencional).

### Posguerra reorganización
En cambio, ya en 1946 se formó en Roma el Centro de experiencias para el paracaidismo militar, renombrado al año siguiente Centro militar de paracaidismo, que, con medios de recuperación y a pesar de varias dificultades, logró retomar una limitada actividad de adiestramiento en el paracaidismo militar.
En el curso del 1948, con la progresiva relajación de las restricciones impuestas de las condiciones de paz, el Centro fue transferido a Viterbo y activó una Compañía experimental de paracaidistas, seguida por una segunda, que en 1952 dieron vida al Batallón paracaidistas. Los años subsiguientes vieron una progresiva expansión del Centro, con la activación de un Departamento carabineros paracaidistas, de un Departamento saboteadores paracaidistas y de otras unidades de apoyo.
En 1957 bajo el mando del general de división Mario Puddu, el Batallón paracaidistas dio vida al Primer Grupo táctico paracaidistas.
Los paracaidistas militares italianos se organizan de la siguiente manera:
- Centro militar de paracaidismo:
  - Mando y Compañía mando
  - Departamento entrenamiento reclutas
  - Oficina servicios
  - Compañía aero abastecimiento
- Compañía carabineros paracaidistas
- Compañía saboteadores paracaidistas
- 1.º Grupo táctico paracaidistas

En estos años a los paracaidistas estuvo concedido el uso de la boina gris-verde (en memoria de la boina de la 184.ª División paracaidistas "Nembo").

### La primera "Brigada paracaidistas"

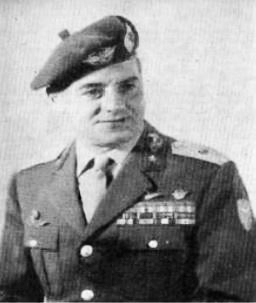
El general Aldo Magros primer comandante de la reconstituida "brigada paracaidistas"

El 1.º enero 1963, a seguido de una ulterior expansión de la unidad, vino oficialmente activada la Brigada paracaidistas, así organizada:
- Mando y compañía mando
- Compañía carabineros paracaidistas (Batallón desde el 15 de julio de 1963)
- Batallón saboteadores paracaidistas
- 1.º Regimiento paracaidistas (sobre 2 batallones)
- Grupo artillería de campaña paracaidistas (sobre 2 baterías)
- Sección helicópteros (desde 1966)
- Centro entrenamiento paracaidismo (del 1964 Escuela militar de paracaidismo), sobre:
  - Mando y Compañía mando
  - Batallón entrenamiento reclutas
  - Oficina servicios
  - Compañía aero abastecimiento

En el mismo 1963, la primera Brigada paracaidistas se colocó en el VI Cuerpo de Ejército de Bolonia, donde se ubicaron las brigadas de infantería Friuli y Trieste.
El primer comandante de la reconstituida Brigada paracaidistas fue el general Aldo Magros.

### La brigadaFolgore
El 10 de junio de 1967, a la Brigada se le otorgó el nombre de Folgore, y desde el 1 de julio siguiente, el color de la boina se convirtió en amaranto.
Después de la disolución del VI Cuerpo de armada, dado lugar el 1 de abril de 1972 la "Brigata paracadutisti Folgore" y las dos brigadas de infantería Friuli y Trieste, pasaron a estar bajo el mando del VII Mando militar territorial Región Militar Tosco - Emiliana a continuación a la unificación del VI Mando Militar Territorial de Bolonia y del VII Mando Militar Territorial de Florencia.
En el 1975, con la abolición del nivel de regimiento como parte de la reestructuración general y la racionalización del ejército italiano, la Brigada paracaidistas "Folgore" se reorganizó de la siguiente manera:
- Mando y Compañía mando
- 1.º Batallón carabineros paracaidistas Tuscania, sobre:
  - Compañía mando y servicios
  - Compañía carabineros paracaidistas
  - Compañía alumnos carabineros paracaidistas
- 2.º Batallón paracaidistas Tarquinia, sobre:
  - Compañía mando y servicios Aquile
  - 4.ª Compañía paracaidistas Falchi
  - 5.ª Compañía paracaidistas Pipistrelli
  - 6.ª Compañía paracaidistas Grifi
  - Compañía Ar.Sos. (Armas de Respaldo) Mortaisti Sparvieri
- 5.º Batallón paracaidistas "El Alamein", sobre:
  - Compañía mando y servicios Sorci Verdi
  - 13.ª Compañía paracaidistas Condor
  - 14.ª Compañía paracaidistas Pantere Indomite
  - 15.ª Compañía paracaidistas Diavoli Neri
  - Compañía Ar.Sos. (Arme de Respaldo) Mortaisti Vampiri
- 9.º Batallón de Asalto Col Moschin (ex Batallón saboteadores), sobre:
  - Compañía mando y servicios
  - Compañía de asalto paracaidistas
  - Compañía alumnos de asalto paracaidistas
- 185.º Grupo artillería paracaidistas Viterbo, sobre:
  - Batería mando y servicios Leoni
  - 1.ª Batería artillería paracaidistas Draghi
  - 2.ª Batería artillería paracaidistas Aquile
  - 3.ª Batería artillería paracaidistas Diavoli
- 26.º Grupo squadroni aviación ligera ejército (ALE) Giove, sobre:
  - Escuadrón de mando y servicios
  - 426.º Escuadrón de helicópteros
  - 526.º Escuadrón de helicópteros
  - Escuadrón de mantenimiento
- Batallón logístico paracaidistas Folgore, sobre:
  - Compañía mando y servicios
  - Compañía abastecimientos Cobra
  - Compañía mantenimiento Castori
  - Compañía transporte Canguri
- Compañía exploradores paracaidistas Folgore
- Compañía antitanque paracaidistas Folgore
- Compañía zapadores paracaidistas Folgore
- Escuela militar de paracaidismo, sobre:
  - Mando y Compañía mando
  - Departamento servicios
  - Compañía aero abastecimiento Pellicani
  - Compañía mantenimiento Ragni
  - 3.º Batallón paracaidistas Poggio Rusco (ex Batallón entrenamiento reclutas), sobre:
    - Compañía mando y servicios
    - 7.ª Compañía paracaidistas Pantere
    - 8.ª Compañía paracaidistas Gazzelle
    - 9.ª Compañía paracaidistas Tigre
    - 10.ª Compañía paracaidistas Canguri, a continuación 16.ª Grifi[7]

En octubre de 1976 se entregaron a los batallones de la Brigata las banderas de guerra:
- al 2.º Batallón la bandera ya del 187.º Regimiento de Infantería de Paracaidistas de la División "Folgore"
- al 5.º Batallón la bandera ya del 186.º Regimiento de Infantería de Paracaidistas de la División "Folgore"
- al 9.º Batallón la bandera ya del 10.º Regimiento arditi

El 185.º Grupo de Artillería retuvo la bandera del 186.º Regimiento de Paracaidistas de Infantería de la División "Folgore", que ya estaba en su posesión, mientras que el Batallón Carabineros y el Batallón de Logística recibieron nuevas banderas.
A partir de 1979, se mecanizó una compañía para cada batallón de infantería paracaidista con la asignación de vehículos blindados VCC-2. Durante la década de 1980, la compañía de genios pionera se transformó en la Compañía de genios gastadores y la Música de ordenanza de los paracaidistas se estableció en la Escuela Militar de Paracaidismo. Al año siguiente, las compañías Exploradores y Antitanque se disolvieron y su personal se distribuyó directamente entre los batallones operativos en las compañías del 10° Draghi (transferidas del 3° al 2° Batallón) y la 11° Peste (recién establecido y asignado al 5° Batallón). En 1984, los morteros pesados que anteriormente equipaban a las compañías que apoyaban las armas de los batallones fueron reasignados al 185.º Grupo de artillería como armamento alternativo en comparación con los obuses 105/14, mientras que los batallones fueron reequipados con morteros medianos.

### La reorganización de los años '90

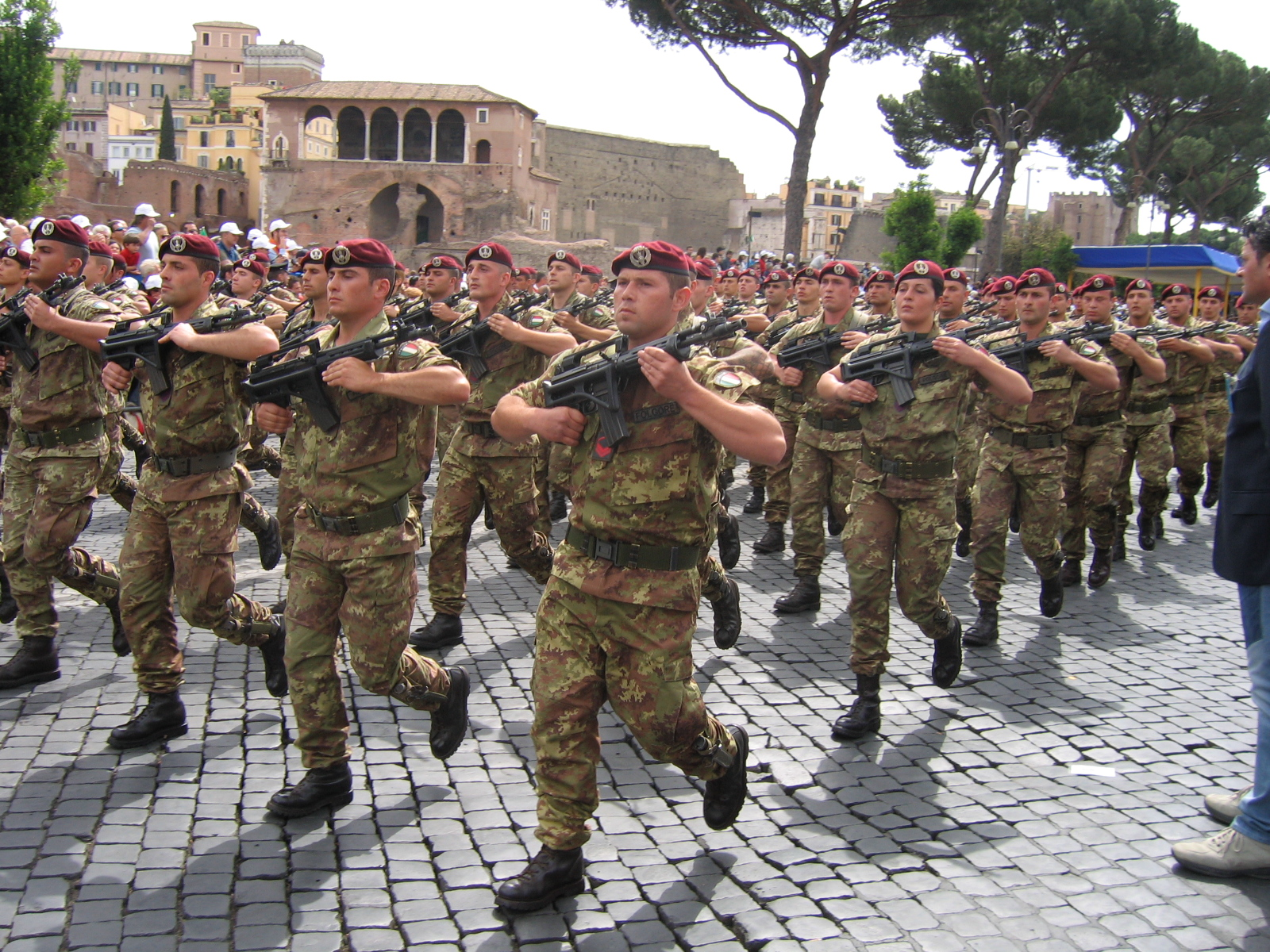
Paracaidistas de la brigada en el 2006

La estructura general de la Brigada permaneció sin cambios hasta el 1991, cuando el 183° Batallón de Paracaidistas Nembo fue reorganizado e insertado en la brigada, que después del final de la guerra se había transformado en un Batallón de Infantería y enmarcado en la División Mecanizada Folgore (mientras traía en la boina negra el friso clásico con alas y gladius, y desfilando con departamentos representativos de Folgore en las reuniones nacionales de los paracaidistas de Italia). En el mismo año, comenzó una nueva reorganización del ejército italiano, con la reintroducción progresiva del nivel de regimiento. Los batallones continuaron existiendo, pero se insertaron como un elemento operativo dentro de un Regimiento, de la siguiente manera:
- 1.º Regimiento carabineros paracaidistas Folgore (1992) con el 1.º Batallón carabineros paracaidistas Eluet el Asel
- 9.º Regimiento de asalto paracaidistas comandos Col Moschin (1995) con el 9.º Batallón Col Moschin
- 183.º Regimiento paracaidistas Nembo (1993) con el 1.º Batallón paracaidistas Grizzano
- 185.º Regimiento artillería paracaidistas Folgore (1992) con el 1.º Grupo artillería paracaidistas Viterbo
- 186.º Regimiento paracaidistas Folgore (1992) con el 5.º Batallón paracaidistas El Alamein
- 187.º Regimiento paracaidistas Folgore (1992) con el 2.º Batallón paracaidistas Tarquinia

En 1997, la brigada pasó bajo el mando de las fuerzas operativas de proyección, establecidas en ese año como parte de las medidas relacionadas con la implementación del nuevo modelo de defensa. En 1998 se disolvió el 3.º Batallón de Paracaidistas Poggio Rusco, que no había asumido la estructura del régimen y al año siguiente la Escuela Militar de Paracaidismo se convirtió en el Centro de Entrenamiento de Paracaidismo.
La brigada desde el 1 de diciembre de 2000 pasa a las dependencias del 1.º Mando de las Fuerzas de Defensa. En el mismo año, el 185.º Regimiento de Artillería cambió radicalmente sus funciones, convirtiéndose en el 185.º Regimiento paracaidistas adquisición de objetivos (desde 2004 185.º Regimiento de Paracaidistas reconocimiento y adquisición de objetivos Folgore - RAO) y al final del mismo año con la reconfiguración del Mando de las fuerzas operativas de proyección, la Brigada Paracaidistas "Folgore" pasó bajo el control del 1.º Mando de la Fuerza de Defensa junto con la Brigada aeromóviles "Friuli". En 2001, los helicópteros del 26 ° Grupo de Escuadrón Giove abandonaron la Brigada y la Compañía zapadores se disolvió fortaleciendo el componente del genio primero a nivel de batallón (8 ° Batallón zapadores paracaidistas Folgore - 1 de junio de 2001) y luego regimiento (8° Regimiento zapatores paracaidistas Folgore - 13 de octubre de 2004). En 2002, los paracaidistas del 1.º Regimiento carabineros paracaidistas Tuscania abandonaron las filas de la Brigada luego de la separación del Ejército italiano del cuerpo de carabineros, que se convirtió en Fuerza Armada Autónoma, mientras que en 2004 la brigada pasó al COMFOTER.
En 2006, el cuartel Vannucci de la "Folgore" en Livorno sufrió un ataque de las Nuevas Brigadas Rojas, pero la bomba no explotó por completo. En 2011, una bomba de un grupo anarquista hirió al teniente coronel Alessandro Albamonte, jefe de gabinete del brigada.
En 2013, como parte de la posterior reorganización, su composición cambia nuevamente. El 3.º Regimiento de Savoia Caballería, el 6.º Regimiento de Logística Folgore y el 185.º Regimiento de Artillería Paracaidistas recientemente reconstituido entran en la grande unidad.
Dejan en cambio la Folgore el 9.º regimiento de asalto paracaidistas Col Moschin y el 185.º Regimiento de Paracaidistas reconocimiento y adquisición de objetivos Folgore - RAO, entrados a formar parte del 2014 del Mando de las fuerzas especiales del Ejército, a las directo mando del jefe de Estado Mayor. Del septiembre de 2016 la brigada deja el Mando de las fuerzas operativas terrestres y pasa bajo el mando del Mando Fuerzas Operativas Norte.

## Organización
- Mando Brigada paracaidistas Folgore con sede en Livorno[9]
- Departamento mando y soportes tácticos Folgore con sede en Livorno,[10] sobre:
  - Compañía mando y soportes logísticos Camaleonti
  - Compañía transmisiones Gufi
  - Sección administración y personal
  - Sección logística
  - Sección operaciones, entrenamiento e informaciones
  - Centro de entrenamiento multifuncional
  - Departamento sede
- 183º Regimiento paracaidistas Nembo con sede en Pistoia,[11] sobre:

- Compañía mando y apoyo logísticos Orsi
- 1.º Batallónparacaidistas Grizzano, sobre:
  - 18.ª Compañía fusileros paracaidistas Leoni
  - 19.ª Compañía fusileros paracaidistas Linci
  - 20.ª Compañía fusileros paracaidistas Puma
  - 12.ª Compañía apoyo a la maniobra paracaidistas Leopardi

- 186.º Regimiento paracaidistas Folgore con sede en Siena,[12] sobre:
  - Compañía mando y apoyo logístico Sorci Verdi

- 5.º Batallón paracaidistas El Alamein sobre:
  - 13.ª Compañía fusileros paracaidistas Condor
  - 14.ª Compañía fusileros paracaidistas Pantere Indomite
  - 15.ª Compañía fusileros paracaidistas Diavoli Negri
  - 11.ª Compañía apoyo a la maniobra paracaidistas Peste

- 187.º Regimiento paracaidistas Folgore con sede en Livorno,[13] sobre:
  - Compañía mando y apoyo logísticas Aquile
  - 2.º Batallón paracaidistas Tarquinia, sobre:
    - 4.ª Compañía fusileros paracaidistas Falchi
    - 5.ª Compañía fusileros paracaidistas Pipistrelli
    - 6.ª Compañía fusileros paracaidistas Grifi
    - 10.ª Compañía apoyo a la maniobra paracaidistas Draghi
- 3º Regimiento Savoia Caballería con sede en Grosseto,[14] sobre:
  - Esquadrón Mando y Apoyo Logístico
  - 1.º Grupo Escuadrón explorante, sobre:
    - 1.º Escuadrón explorante Cap. Abba
    - 2.º Escuadrón explorante Cap. Marchio
    - 3.º Escuadrón explorante Cap. De Leone
    - Escuadrón blindados pesados
- 185º Regimiento artillería paracaidistas Folgore con sede en Bracciano,[15] sobre:
  - Batería mando y apoyo logísticos Leoni
  - 1.º Grupo artillería paracaidistas Viterbo sobre:
    - 1.ª Batería paracaidistas Draghi
    - 2.ª Batería paracaidistas Aquila
    - Batería vigilancia y apoyo técnicos "Levrieri"
- 8º Regimiento zapadores paracaidistas Folgore con sede en Legnago,[16] sobre:
  - Compañía mando y apoyo logísticos Leoni
  - 8.º Batallón zapadores paracaidistas Folgore, sobre:
    - 21.ª Compañía zapadores paracaidistas Giaguari
    - 22.ª Compañía zapadores paracaidistas Angeli Neri
    - 23.ª Compañía zapadores paracaidistas Cinghiali
    - 24.ª Compañía zapadores paracaidistas Tigri
- Regimiento logístico con sede en Pisa,[17] sobre:
  - Compañía mando y apoyo logístico
  - Batallón logístico
    - Compañía mantenimiento
    - Compañía transporte
    - Compañía abastecimiento
- Centro entrenamiento paracaidismo con sede en Pisa,[18] sobre:
  - Oficina adiestramiento y saltos
  - Oficina secretaría, personal y bienestar
  - Oficina logística
  - Oficina administración
  - Departamento sede
  - Compañía mando y servicios
  - Batallón entrenamiento Poggio Rusco
  - Batallón aero abastecimiento

Las compañías de apoyo a la maniobra de los regimientos 183.º, 186.º y 187.º, pueden utilizarse como "Unidad de coronación para operaciones especiales" (TIER3) en apoyo de las operaciones de las Fuerzas Especiales italianas (TIER 1).

## Armamento
| Nombre                             | Calibre            | Tipo                   | Nacionalidad |
| ---------------------------------- | ------------------ | ---------------------- | ------------ |
| Extrema Ratio Fulcrum Bayonet Y.I. |                    | Bayoneta               | Italia       |
| Beretta 92FS                       | 9x19 mm Parabellum | Pistola semiautomática | Italia       |
| Beretta ARX160                     | 5,56x45 mm OTAN    | Fusil de asalto        | Italia       |
| FN Mínimos Para                    | 5,56x45 mm OTAN    | Ametralladora ligera   | Bélgica      |
| Beretta ARX200                     | 7,62x51 mm OTAN    | Fusil de asalto        | Italia       |
| Sako TRG-42                        | .338 Lapua Magnum  | Fusil de precisión     | Finlandia    |
| Beretta GLX160                     | 40x46 mm           | Lanzagranadas          | Italia       |
| Panzerfaust-3                      | 110 mm             | Misil antitanque       | Alemania     |
| Spike                              |                    | Misil antitanque       | Israel       |
| OD 82/SI                           |                    | Granada de mano        | Italia       |

## Incidentes y hechos de armas
Algunos accidentes graves o eventos de armas han marcado la historia de la brigada, en ejercicios como misiones operativas o de paz. Entre estos:
- El 25 de junio de 1967, la masacre de Cima Vallona, donde una bomba colocada por terroristas del Tirol del Sur en Sega Digon di Comelico Superiore mató al capitán de los carabineros del batallón de paracaidistas Tuscania Francesco Gentile y dos mandos del batallón Col Moschin, el teniente Mario Di Lecce y el sargento Olivo Dordi. Otro mando del Col Moschin, el sargento Marcello Fagnani, resultó gravemente herido.[20]
- El 9 de noviembre de 1971, la tragedia de la Meloria, en la que un Lockheed C-130 de la Royal Air Force, parte de una formación de aviones de transporte que cargaban tropas que iban a Villacidro en Cerdeña, se estrelló en el mar en el área de las rocas de Meloria (Livorno); el avión estaba marcado con tiza en el costado por el número progresivo 4, y estaba en vuelo a muy baja altitud por razones tácticas. Murieron 46 paracaidistas militares italianos y 6 miembros de la tripulación inglesa; además, un mando del regimiento Col Moschin, el sargento mayor Giannino Caria, murió durante las repetidas inmersiones destinadas a recuperar los cuerpos en los que había participado voluntariamente, y se le otorgará la medalla de oro en memoria; el nombre en clave con el que se conocía el avión era "Gesso 4" para las modalidades descritas anteriormente.[21]
- El 2 de julio de 1993, la batalla de Check Point Pasta en Mogadiscio, Somalia, durante la misión de mantenimiento de la paz de UNOSOM II. Después de una emboscada preparada por los milicianos somalíes, y después de un violento tiroteo con vehículos blindados y helicópteros de ataque, murieron tres italianos, incluidos dos paracaidistas.[22]
- El 15 de septiembre de 1993, la emboscada en el nuevo puerto de Mogadiscio, Somalia, durante la misión de mantenimiento de la paz de UNOSOM II. Dos paracaidistas italianos murieron bajo el fuego de francotiradores somalíes.[23]

## Las misiones de peacekeeping

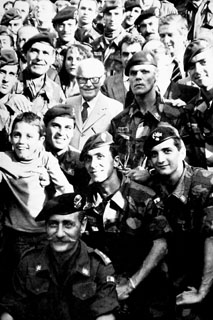
El Presidente Pertini en reconocimiento a los militares italianos en Líbano en el 1983

La Brigata ha sido empleada en numerosas misiones de mantenimiento de la paz en los años recientes.
- Líbano (1982-1984), ITALCON, una de las primeras misiones internacionales de paz.
- Irak, Kurdistán iraquí (1991), un grupo táctico de paracaidistas obra en el cuadro de la misión de socorro humanitario "ITALPAR Airone", renombrada sucesivamente "ITALFOR Airone".
- Sicilia (1992), la brigata abastece efectivos a la operación "Vespri Siciliani" para el control del territorio y la defensa de objetivos sensibles después de los atentados mafiosos a los jueces Giovanni Falcone y Paolo Borsellino.
- Somalia (28 de diciembre de 1992 - 3 de septiembre de 1993), operación "Restore Hope" (ITALFOR Ibis).
- Bosnia y Erzegovina (a partir del 1996), misión IFOR luego SFOR.
- Kosovo, misión KFOR.
- Albania (1997), participación a la fuerza de paz FMP.
- Timor Este (1999)
- Afganistán (julio 2003 - febrero 2004), misión Enduring Freedom
- Irak (abril #- septiembre 2005), operación "Antigua Babilonia".
- Sudán, misión León.
- Líbano (abril 2007), operación "Leonte 2" bajo égida de la ONU (resolución 1701), a seguido de la guerra entre Israel y Hezbollah del verano del 2006.
- Afganistán (abril - octubre 2009), la Brigada paracaidistas Folgore despliega el mando, las Task Forces del Mando Regional Oeste y las tropas italianas en Kabul. Durante la misión, los paracaidistas participan en operaciones contra la guerrilla Talibana quedando involucrados en varios tiroteos y ataques con IED enterrado en el suelo o coche bomba. El 17 de septiembre de 2009, un terrorista suicida, conduciendo un automóvil lleno de 150 kg de explosivos, se inmoló contra un convoy que regresaba del aeropuerto de Kabul, causando la muerte de 6 paracaidistas que estaban en los dos linces blindados involucrados en la explosión.[24] Los paracaidistas de Folgore fueron los primeros italianos en ser grabados en vídeo en combate en Afganistán (6 de octubre de 2009), gracias al periodista Rai Nico Piro. Imágenes nunca antes vistas y discordantes con la etiqueta de misión de paz dada a la misión italiana en Afganistán. El vídeo de la batalla de Parmakan ha sido publicado por varios sitios de noticias, diarios y relanzado por las agencias de prensa ANSA y APCOM.[25][26][27][28]
- Afganistán (abril - octubre de 2011), Mando y Task Forces del Regional Command West.
- Irak, Kurdistán iraquí (2015), Operación "Primera Parthica"